# Martín Chiappesoni
Pas d'image ? Cliquez ici

a Compétitions nationales et continentales officielles uniquement.

b Matchs officiels uniquement.
Dernière mise à jour le 26 juin 2023.
Martín Chiappesoni, né le 30 juillet 1990 à Paraná, est un joueur argentin de rugby à XV qui évolue aux postes de deuxième ligne et troisième ligne aile. Il évolue sous le maillot national à plusieurs reprises, autant à XV qu'à sept.

## Biographie
Martín Chiappesoni commence le rugby à XV avec le club de sa ville natale le Paraná RC (es), avant d'évoluer au sein de l'Atlético del Rosario,. En 2010, il est sélectionné une première fois sous le maillot national argentin, avec les moins de 20 ans, dans le cadre du championnat du monde junior 2010 se déroulant cette année en Argentine,.
Chiappesoni est appelé pour la première fois en catégorie à sept pour le compte de l'équipe nationale dans le cadre des IRB Sevens Series 2012-2013,. Il porte quelques mois plus tard le maillot des Jaguars, équipe réserve de l'équipe nationale de rugby à XV, pour disputer l'édition 2012 (en) de la Coupe des nations. Il participe un an plus tard à l'édition 2013.
Il dispute en 2013 le championnat d'Amérique du Sud, officiellement sous le maillot de l'équipe première. Il totalise trois capes internationales lors de ce tournoi remporté par les Pumas.
Les Jaguars disputent en 2014 la Tbilissi Cup ; Chiappesoni fait partie du groupe des réservistes argentins qui remportent cette compétition. Il est à nouveau sélectionné dans le cadre de la Coupe des nations 2015.
Pendant l'été 2015, Chiappesoni signe en Europe avec l'US Dax en Pro D2,. Il avait auparavant refusé plusieurs offres de clubs de 2e division anglaise afin d'achever ses études d'éducation physique. Il prolonge au terme de sa première année pour deux saisons supplémentaires.
En fin de contrat après la relégation du club landais en Fédérale 1, il figure dans la liste de Provale des joueurs au chômage ; il s'engage finalement avec Colomiers rugby, pour une saison plus une optionnelle. Au terme de cette première, son contrat est remanié pour deux saisons plus une optionnelle. Sa saison 2019-2020 est fortement perturbée par la pandémie de Covid-19. L'année suivante, pour sa troisième saison, il est confronté à une forte concurrence au sein de la troisième ligne.
Il quitte les divisions professionnelles du rugby français à l'intersaison 2021, afin de se rapprocher de la frontière espagnole, sa femme devant exercer son métier de kinésiologue en Espagne ; il s'engage ainsi au Saint-Jean-de-Luz olympique en Fédérale 1, et commence des études en gestion d'entreprise dans le cadre de sa reconversion professionnelle extra-sportive. Il évolue dans le club basque pendant deux saisons.

## Palmarès
- Championnat d'Amérique du Sud de rugby à XV :
  - Vainqueur : 2013.
- Tbilissi Cup :
  - Vainqueur : 2014 (en).